# Inbiomyia regina
Inbiomyia regina är en tvåvingeart som beskrevs av William Russel Buck 2006. Inbiomyia regina ingår i släktet Inbiomyia och familjen Inbiomyiidae.
Artens utbredningsområde är Franska Guyana. Inga underarter finns listade i Catalogue of Life.